# Martin Čech
Martin Čech (2. června 1976 – 6. září 2007) byl český hokejový obránce.
Šlo o odchovance havlíčkobrodského hokeje, hrál a HC Lasselsberger Plzeň nakonec pro finský SM-liiga a jedno období v JYP a dvě sezóny s Pelicans. Dále působil v ruské superlize za Metallurg Magnitogorsk, HK Sibir Novosibirsk a Salavat Yulaev Ufa poté odešel do Extraligy k HC Moeller Pardubice. Také reprezentoval Českou republiku na mezinárodní úrovni.
Zemřel při autonehodě 6. září 2007 na obchvatu u Golčova Jeníkova.